# Egykristály
Az egykristály vagy más néven monokristály egy folytonos rácsszerkezetű kristály, amelyben az atomok szabályos geometriai rendben helyezkednek el. Az ideális egykristályban nincsenek rácshibák, diszlokációk.
A rácshibák nélküli egykristályoknak egyedülálló tulajdonságaik vannak, különösen elektromos, mechanikai és optikai szempontból. E tulajdonságok – a kristály szerkezetétől függően – lehetnek anizotrópok is, és ezeket a kristályrácsba beépített idegen atomok (szennyezett kristály) is befolyásolják.
A természetben ritka az egykristályok előfordulása. Ennek oka az entrópikus hatás miatt kialakuló inhomogenitások, szennyezések, rácshibák. Laboratóriumban nem könnyű feladat előállítani egykristályt, de elvégezhető megfelelő ellenőrzés mellett.
A természetben több nagy méretű, nem teljesen tiszta kristály található (berill, gipsz, földpátok stb.), néha többméteres méretben. Egykristályt is találtak már nagy méretben
Az egykristály ellentéte az amorf (formátlan) szerkezet. Itt a szilárd anyag olyan gyorsan alakult ki (általában egy magmás kőzetben lehűlve), hogy nem tudott kialakulni a kristályszerkezet.
Az egykristályok és az amorf szerkezet közé esik a polikristály, amely mikroszkopikus egykristály darabkákból felépült kristály. A krisztallithatárokon igen gyakran idegen anyagok helyezkednek el.
A polikristályos szerkezetű anyag tulajdonságai eltérnek az egykristályos szerkezetűétől. Félvezető eszközök készítéséhez nem alkalmazható.
A parakristály szerkezetében rövid és középhosszúságú kristályszerkezetek váltják egymást.

## Felhasználás

### Félvezető ipar
A szilícium és kisebb részben a germánium egykristály a legáltalánosabban használt alapanyag a félvezető iparban.
A félvezető eszközök készítéséhez felhasznált kristályok általában egykristályos szerkezetűek. E kristályok tulajdonságait a kristályrácsba beépített idegen atomok (szennyezett kristály) befolyásolják. A szubsztitúciósan beépült atomok elsősorban az elektromos vezetési tulajdonságokat módosítják, míg az intersztíciósan beépült szennyezők a szabad töltéshordozók élettartamát csökkentik (szubsztitúciós és intersztíciós beépülés).
A beépített szennyező anyagokkal jól befolyásolhatók a félvezető tulajdonságai.
A mikroprocesszor gyártás során egyre nagyobb egykristályokat fejlesztettek ki.

### Optika

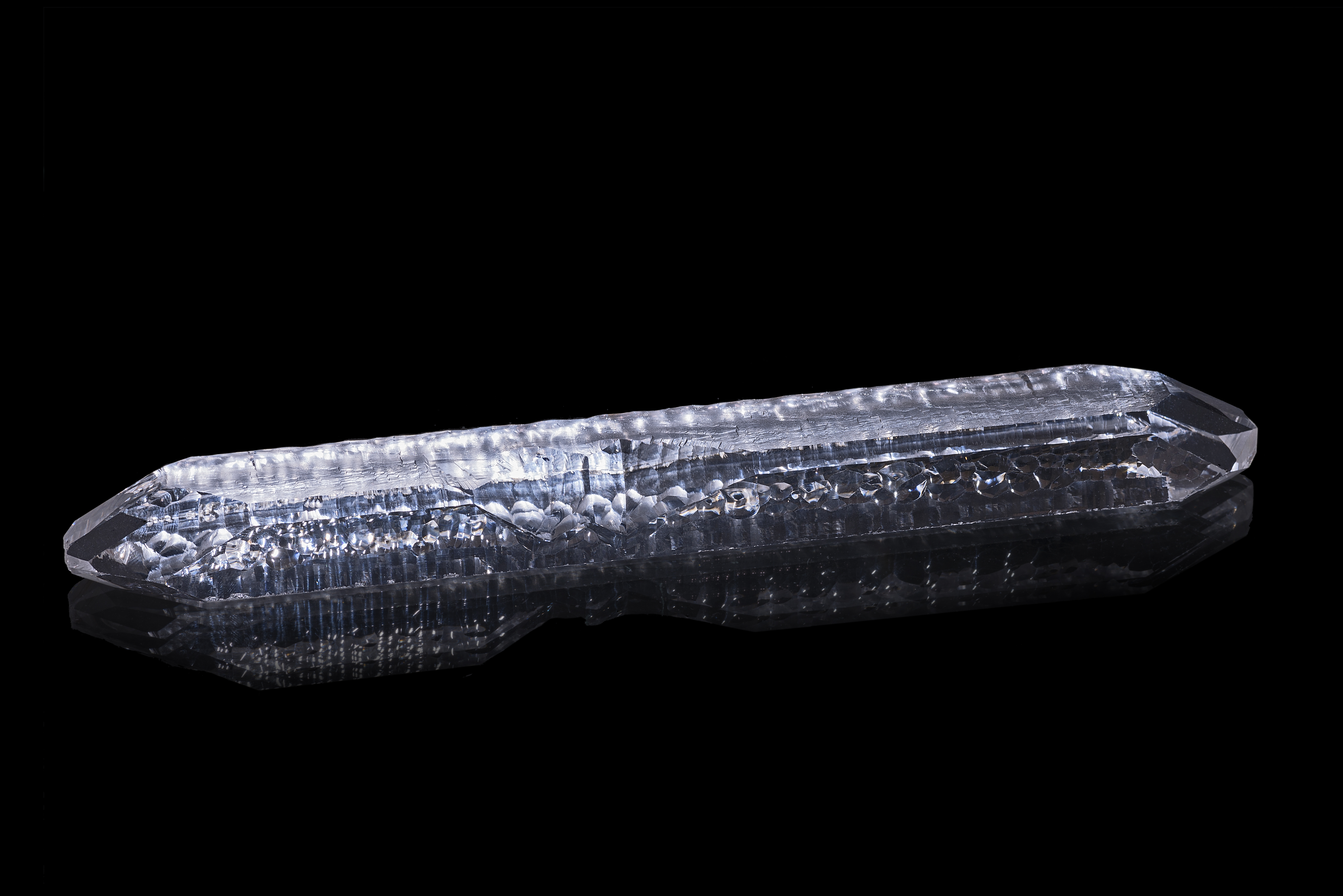
Szintetikus kvarc egykristály

Lézerek készítésénél és a nemlineáris optikában használatosak az egykristályok (például: zafír stb.).
Fluorit egykristályt használnak apokramát refraktorok objektívlencséinél.

### Anyagmegmunkálás
Egykristályokat használnak nagyszilárdságú anyagok megmunkálásánál, mint például turbina lapátoknál. Itt a rácshibák hiánya miatt igen nagy szilárdság jöhet létre.

### Elektromos vezetők
Az egykristályos réznek jobb a vezetőképessége, mint a polikristályosé.[2] 
Ipari méretekben nem gyártanak egykristályos rézvezetőket, de a technológia rendelkezésre áll. Kisebb hosszúságú alkalmazásoknál előállítanak ilyen rézvezetőket.

### Kutatás
Egykristályokkal könnyebb anyagtechnológiai kutatásokat/vizsgálatokat végezni, mint például a röntgendiffrakció vagy a héliumatom szórásának a  vizsgálatánál. Ilyen speciális célkora egykristályokat növesztenek, míg általános célokra elegendő a polikristályos kivitel is.

## Előállítása
Az egykristályok előállítása lassú folyamat és igen drága berendezéseket igényel a nagy tisztaság és az állandó felügyelet miatt.
Speciális technikákkal nagy egykristályok állítható elő. Ilyen eljárások a Czochralski eljárás és a Bridgman technika.
Más eljárások is ismeretesek, függően a végtermék tulajdonságaitól. Ilyenek a hidrotermikus szintézis, a szublimáció vagy egy egyszerű oldat-alapú kristályosítás.
Epitaxiális eljárással is lehet egykristályokat növeszteni.  
A növesztett réteg (epitaxiális réteg) úgy épül fel a hordozó felületén, hogy annak kristályszerkezetét követi, az egykristályos hordozón egykristályos epitaxiális réteg keletkezik. Ha a hordozó és a növesztett réteg azonos anyagú, homoepitaxia, ha különböző anyagú, heteroepitaxia az eljárás neve. Az eljárás a félvezetőiparban elterjedt.